# Sułymiwka (hromada Boryspol)
Sułymiwka (ukr. Сулимівка) – wieś na Ukrainie, w obwodzie kijowskim, w rejonie boryspolskim, w hromadzie Boryspol. W 2001 liczyła 241 mieszkańców, spośród których 229 wskazało jako ojczysty język ukraiński, 11 rosyjski, a 1 białoruski.